# Orges (Frankrijk)
Orges is een gemeente in het Franse departement Haute-Marne (regio Grand Est) en telt 383 inwoners (1999). De plaats maakt deel uit van het arrondissement Chaumont.

## Geografie
De oppervlakte van Orges bedraagt 17,9 km², de bevolkingsdichtheid is 21,4 inwoners per km².
De onderstaande kaart toont de ligging van Orges (Frankrijk) met de belangrijkste infrastructuur en aangrenzende gemeenten.

## Demografie
Onderstaande figuur toont het verloop van het inwonertal (bron: INSEE-tellingen).